# Paratrechina cisipa
Paratrechina cisipa är en myrart som beskrevs av Smith och Lavigne 1973. Paratrechina cisipa ingår i släktet Paratrechina och familjen myror. Inga underarter finns listade i Catalogue of Life.